# چشم پستانداران
پستانداران در حالت عادی یک جفت چشم دارند. هرچند بینایی پستانداران به خوبی بینایی پرندگان نیست؛ بینایی پستانداران برای بیشتر گونه‌ها دورنگ بینی و عدّه ای از خانواده‌ها (از جمله انسانیان) دارای سه رنگ بینی هستند.
تفاوت ابعاد کره چشم در بین انسان‌ها تنها ۱_۲میلی‌متر است.
محور عمودی چشم ۲۴ میلی‌متر و پهنای آن عریض تر است. در هنگام تولد، آن معمولاً ۱۶ الی ۱۷ میلی‌متر با قابلیت افزایش پهنا به ۲۲/۵الی۲۳ میلی‌متر در سه سال اول زندگی است. بین ۳ تا ۱۳ سالگی چشم به سایز بالغ خود می‌رسد. وزن آن ۷/۵ گرم و حجم آن به سختی به ۶/۵ میلی لیتر می‌رسد. در امتداد یک خط که از نقطه گره مرکزی چشم رد می‌شود، محور بینایی قرار دارد که حدوداً پنج درجه به سمت بینی از محور بینایی می‌باشد (به دیگر سخن، به سمت نقطه متمرکز شده در گودی مرکزی شبکیه می‌رود)